# 李福泽
李福泽（1914年—1996年12月24日）山东省昌邑县人，中国人民解放军将领、中国人民解放军开国少将。

## 生平
李福泽的父亲是昌邑县的大富户，拥有房产二三百间，后来去青岛发展，成为青岛啤酒厂的股东之一。李福泽8岁读私塾，16岁到北平插班到汇文中学学习。在汇文中学期间，加入了中华民族解放先锋队。1935年21岁时，到上海复旦大学攻读经济专业。在校期间，参加中国共产党组织的活动，宣传抗日。1936年参加上海救国学生联合会，从此开始了革命生涯。因为参加这些活动引起中国国民党及复旦大学校方不满，后转入大夏大学。1937年卢沟桥事变发生。经胡乔木介绍，辗转赴延安。1937年9月在延安陕北公学短暂学习后，被中共党组织派回山东开展革命。他给家里发了封电报，称准备出国留学，需经费。父亲当即从青岛给他汇去一大笔钱，他携款在1937年11月回到山东家乡，用家中的四条破枪组建了抗日游击队“山东八路军七支队”，并自任队长。1937年12月加入中国共产党（实际在上海学习期间便已加入中国共产党，但因入党介绍人牺牲，无人证明，故重新入党）。历任中共昌邑县委军事部部长、鲁东游击队参谋长、鲁南第一区队区队长、八路军山东纵队团长、旅参谋长、师参谋长等职。
抗日战争时期，李福泽率部转战鲁中，先后参加和指挥了黄县战斗、龙南战斗、保卫临沂战斗、五井歼灭战、大柏山战役、蒙山战役、莒县战役等，为鲁中抗日根据地的巩固和扩大、为建设地方武装作出了贡献。1939年8月，山东纵队发起淄河反顽战役，李福泽率全营首先攻占丝窝村，随后接连攻下十八个山头。1939年10月，李福泽率山东纵队1支队1营（实际是团）驻扎五井镇，忽然遭到日伪军偷袭，李福泽急赴北门，率1、2连固守，同时命一位副连长带一个排自侧面迂回夹击，成功击退伪军，继而率1、2连夺回了五井镇制高点莲花山，反将日军压制在一片坟地里全歼。《大众日报》1939年11月3日发表社论《庆祝临朐大胜利》，称赞五井之战是“一个伟大的胜利”，是“山东抗日两年来最模范的胜利战斗”。
第二次国共内战时期，李福泽历任鲁中军区警备第三旅旅长，东北民主联军第四纵队十一旅旅长，纵队参谋长，安东军区副司令员，第四纵队参谋长，中国人民解放军第四野战军四十一军参谋长。参加了第二次国共内战东北战场几乎全部战役、战斗，是塔山阻击战、新开岭战役的主要指挥员之一。先后参加了南满、三保本溪、鞍山、新开岭、四保临江、安奉、辽安、锦州、平津、衡宝、广西等战役以及广东剿匪、解放南澳岛等战斗。
中华人民共和国成立初期，李福泽历任副军长、高级步校副校长、处长、广州军区副参谋长兼作战处长等职。1950年参加抗美援朝战争。1955年被授予中国人民解放军少将军衔。
1958年10月，李福泽从广州调任甘肃国防科委第二十基地（导弹基地）副司令员，妻子带着孩子迁居北京。当时第二十基地第一任司令员孙继先在全军选择副司令员，挑中了李福泽。1962年，李福泽出任第二十基地代理司令员。1970年任国防科委副主任兼第二十基地司令员，任至1974年3月。从1958年到1974年，李福泽在第二十基地任职十六年。任内指挥发射了中国第一枚近程导弹、第一枚中程导弹、第一枚核导弹、第一枚远程导弹、第一颗人造地球卫星。
1959年至1961年三年困难时期，第二十基地的物资供应奇缺。周恩来得知了第二十基地部队挨饿的消息，专门在中共中央军委会议上提出此事，引起中央重视，中央当即决定要为部队安排粮食以支援导弹基地。不到一个月，上级通知第二十基地到北京押运粮食。运粮专列停靠在一个荒凉小站加水时，粮食很快遭到数百名饥民哄抢。押运粮食的士兵鸣枪示警无效，打电话报告副司令员李福泽。李福泽拍板决定将基地的这批救命粮全都卸下来，分给了当地群众。
文革爆发后，自1966年冬季开始，第二十基地也掀起了造反风潮。部分官兵要求在基地搞“四大”（大鸣大放大辩论大字报），要求基地领导就此同革命群众对话。李福泽白天执行火箭发射任务，晚上坚持与革命群众对话。一连四十多个晚上对话，李福泽坚决不同意在第二十基地搞“四大”，并表态称：“什么四大五大，我们这里打卫星最大，卫星打不上去，一切都扯淡。”后来某位中央领导对基地专门作出批示，“四大”不搞了，但可通过民主会的形式解决问题。批示到达基地后，基地党委会上关于是否传达的讨论直到半夜，同意和不同意的各占一半，最后李福泽表态决定：“不管是谁的批示，只要不利于我们这里的头号任务，就是不能传达！”
1974年3月8日，中共中央军委开会，要国防科委和七机部汇报“批林批孔”运动情况。会议由叶剑英主持，与会的军委领导有叶剑英、王洪文、邓小平、张春桥、陈锡联、苏振华，国防科委和七机部的领导陶鲁笳、汪洋，另有一些代表，共计20多人。会议大部分时间是部分代表揭发国防科委第二十基地司令员李福泽的问题。文革结束后被打成七机部“四人帮党羽”的人和国防科委被打成“李敏为头子的‘四人帮’小帮派”的人在会上其实都没发言，仅恽仁祥说了句：“科委的情况比较复杂，但批林批孔是有成绩的。”会议开了大约6小时，发言很激烈，会议气氛非常紧张。会议最后由叶剑英代表军委总结讲话，要求国防科委主任陶鲁笳回去研究一下二十基地的问题，派个工作组去“放火烧荒”。国防科委当夜即开常委会传达叶剑英的讲话。会议决定向第二十基地派工作组，吴凤翔任组长、杨萃民任副组长。（1976年粉碎四人帮后，国防科委主任张爱萍将叶剑英在这次会上说的“放火烧荒”说成了是江青的意见，将贯彻叶剑英这一指示的干部群众都说成是“跟了江青‘四人帮’‘放火烧荒’”，对包括工作组正副组长在内的这些干部群众进行打击迫害。）:113-114此后，1974年4月，李福泽回北京治疗肝硬化，一下火车便被抓进通县的土监狱。起初的罪名是“擅离职守”，尽管李福泽的行程都在中共中央军委备过案。从此李福泽被隔离审查。
粉碎四人帮后，李福泽拥护中共十一届三中全会以来的路线方针政策。1978年，李福泽被解除隔离审查。他拒绝了新的任命，正式离休。晚年李福泽坚决不写回忆录，并称其他有些老同志的回忆录“我看都不看！净把好事往自己名下挂，把坏事往别人头上推。”
1996年12月24日，李福泽在北京中国人民解放军总医院病逝，享年82岁。中央军委副主席迟浩田、张万年参加了李福泽的遗体告别仪式。骨灰安葬在他曾战斗过的塔山。